# Clay Quartermain
Clay Quartermain es un personaje ficticio, un agente secreto que aparece en los cómics estadounidenses publicados por Marvel Comics.

## Historial de publicaciones
Creado por el escritor y artista Jim Steranko, apareció por primera vez en Strange Tales # 163 (diciembre de 1967).
Descrito como un "rubio, locuaz y sonriente Burt Lancaster"Clay Quartermain aparece como un agente de la agencia de espionaje ficticia S.H.I.E.L.D., comenzando en la película "Nick Fury, Agente de S.H.I.E.L.D." en Strange Tales de Marvel Comics en 1967, y continuando en la serie posterior Nick Fury, Agent of S.H.I.E.L.D. en 1968. Fue el enlace de S.H.I.E.L.D. con el programa militar "Hulkbusters", y un personaje secundario desde The Incredible Hulk (vol. 2) #187 (mayo de 1975).
Una réplica de Life Model Decoy (LMD) de Quartermain fue un personaje destacado en la miniserie de 1988 Nick Fury vs. S.H.I.E.L.D..
Desde entonces, Quartermain ha tenido apariciones especiales en temas de Alias, Cable, The Defenders, Marvel Team-Up, The Pulse, Silver Sable and the Wild Pack, y la miniserie Secret War; en la función "Nick Fury" en el ómnibus Marvel Holiday Special (enero de 1994); y en la función "Agentes de élite de S.H.I.E.L.D." en el Capitán América 2000 (noviembre de 2000). También dirigió la Unidad de Contención Paranormal de S.H.I.E.L.D. en la serie 2005-2006 de Comandos Aulladores de Nick Fury.

## Biografía del personaje ficticio
Clay Quartermain fue un agente de alto rango de S.H.I.E.L.D., que trabajó por primera vez con Nick Fury, Dum Dum Dugan y Valentina Allegra de Fontaine mientras estaban en conflicto con Yellow Claw.
Quartermain luego se unió a la operación "Hulkbusters" dirigida por el general Thunderbolt Ross para que el ejército estadounidense capturara a Hulk.
Quartermain fue transferido a S.H.I.E.L.D. antes de ser reemplazado por un LMD.
Se presume que Quartermain murió en acción antes de que se revelara que en realidad fue lavado el cerebro por HYDRA, pero su mentalidad original fue restaurada y ayudó a varios agentes, como Jasper Sitwell, Jimmy Woo y Gabe Jones, involucrados en la derrota del Barón Strucker.
En 2007, Quartermain fue reconvertido en un antiguo interés romántico de Jessica Jones, así como en el líder de la Unidad de Contención Paranormal de S.H.I.E.L.D.. y una nueva encarnación de la unidad "Hulkbusters" de S.H.I.E.L.D. mientras reclutaba a She-Hulk.El también fue asesor de un co-llamado comandante durante el alboroto de Hulk.
En la serie Alias, Quartermain trabajó con Jessica para descubrir una conspiración contra el Presidente de los Estados Unidos al investigar a Mattie Franklin, una superheroína que estaba atrapada en circunstancias misteriosas.Además, un flashback revela que se hizo amigo de Jones mientras este último se recuperaba de una terrible experiencia de meses con el Hombre Púrpura.Durante The Pulse, él fue el líder de una unidad de S.H.I.E.L.D. en el rescate de Jones de un intento de reclutamiento de HYDRA.
Quartermain fue asesinado por Doc Samson después de enterarse de una conspiración que involucraba a Red Hulk.

### Versión LMD
Un LMD, que inicialmente se creía el original, estuvo involucrado en una conspiración que involucraba a los LMD Delite y se rebeló al enterarse de no ser humano después de varios enfrentamientos con Fury y aparentemente fue asesinado.
Sin embargo, el LMD de Quartermain luego regresa como aliado de Deadpool y Spider-Man.

## Otras versiones
Una variante de un universo alternativo de Clay Quartermain de Tierra-1610 aparece en Ultimate Marvel como un agente de campo de S.H.I.E.L.D. que trabaja para Nick Fury.

## En otros medios
- Clay Quartermain apareció en la película de televisión de acción en vivo de 1998 Nick Fury: Agent of S.H.I.E.L.D., interpretado por Adrian Hughes.
- Clay Quartermain aparece en The Avengers: Earth's Mightiest Heroes, con la voz de Troy Baker.[23]Esta versión es un agente de campo de S.H.I.E.L.D. y un conocido de los Vengadores.